# Pseudozygopleuridae
Pseudozygopleuridae zijn een uitgestorven familie van weekdieren uit de klasse van de Gastropoda (slakken).

## Taxonomie
Het volgende geslacht is de familie ingedeeld:
- † Pseudozygopleura  Knight!, 1930